# Дюлак, Анри
Анри́  Дюла́к (фр. Henri Dulac; 3 октября 1870, Файанс, Франция — 2 сентября 1955, Файанс) — французский математик, член-корреспондент Французской академии наук. Основные работы относятся к качественной теории обыкновенных дифференциальных уравнений, в том числе, исследование их особых точек и предельных циклов.
В честь Анри Дюлака (и Анри Пуанкаре) названа нормальная форма дифференциального уравнения (векторного поля) в окрестности своей особой точки: нормальная форма Пуанкаре — Дюлака. Существует также критерий Дюлака отсутствия замкнутых траекторий и замкнутых контуров, состоящих из траекторий обыкновенных дифференциальных уравнений на плоскости, из которого, как частное следствие, вытекает теорема Бендиксона об отсутствии замкнутых траекторий.

## Основные работы
- Recherches sur les points singuliers des équations différentielles (Journal de l'École Polytechnique, 1904).
- Intégrales d'une équation différentielle (Annales Université de Grenoble, 1905).
- Sur les Points dicritiques (Journal de mathématiques, 1906).
- Sur les séries de Mac-Laurin à plusieurs variables (Acta Mathematica, 1906).
- Détermination et intégration d'une classe d'équations différentielles (Bulletin des sciences mathématiques, 1908).
- Intégrales passant par un point singulier (Rendeconti del Circolo, 1911).
- Sur les points singuliers (Annales de Toulouse, 1912).
- Solutions d'un système d'équations différentielles (Bulletin de la société mathématique, 1913).
- Sur les cycles limites (Bulletin de la société mathématique, 1923). — Русский перевод: Дюлак А. О предельных циклах. — М.: Наука, 1980.
- Points singuliers des équations différentielles (Mémorial des sciences mathématiques, 1932).
- Courbes définies par une équation différentielle du premier ordre (Mémorial des sciences mathématiques, 1934).